# Redshift (groupe)
Pour les articles homonymes, voir Redshift (homonymie).
Redshift est un groupe britannique de musique électronique fondé in 1996 par Mark Shreeve (mais existant depuis 1994 en solo).
Le style musical du groupe est enraciné dans la musique électronique allemande du milieu des années 1970, connue sous le nom d'école de Berlin. Il comporte des arrangements harmoniques complexes utilisant des séquences analogiques. Le son dépend largement d'anciennes technologies de synthétiseurs comme le Moog 3C, qui sont combinées à des instruments numériques plus récents.

## Membres
Le groupe est composé de Mark Shreeve, Julian Shreeve et James Goddard. Rob Jenkins en a été membre depuis sa formation en 1996, mais a quitté le groupe en 2002. James Goddard n'a pas pu continuer à jouer en concert dans Redshift à cause d'autres engagements depuis 2006, et Ian Boddy a assuré les concerts en 2006, 2008 et 2010 en l'absence de James.

## Discographie

### Albums studio et en concert
- 1996 : Redshift (album studio ; remasteré en 2006)
- 1998 : Ether (album studio et en concert; remasteré en 2007)
- 1999 : Down Time (album studio ; remasteré en 2007)
- 2002 : Siren (album en concert ; remasteré avec piste supplémentaire en 2007)
- 2002 : Halo (album studio ; remasteré en 2007)
- 2002 : Wild (album studio et en concert)
- 2004 : Faultline (album en concert)
- 2004 : Oblivion (album studio ; remasteré en 2007)
- 2006 : Toll (album en concert)
- 2006 : Wild 2 (album studio et en concert)
- 2007 : Last (album en concert)
- 2008 : Turning Towards Us (album studio)
- 2009 : Wild 3 (album studio et en concert)
- 2011 : Colder (album en concert)
- 2015 : Life to Come (album studio)

### Compilations et pistes rares
- 2003 : Echo Flow - Echoes Living Room Concerts Volume 9[2]
- 2004 : Midnight Clear Minus Five[3]
- 2004 : Missing Scene (piste originale offerte en cadeau au E-Live Festival)
- 2005 : Chrystaline 94 - To The Sky and Beyond the Stars: A Tribute to Michael Garrison

### Vidéos
- 2004 : Faultline - Hampshire Jam 2 Festival, United Kingdom

## Concerts
Jusqu'en 2012, Redshift a joué dans 7 concerts, chacun ayant ensuite été publié en disque :
- 7 décembre 1996 : Jodrell Bank Planetarium, Royaume-Uni
- 10 avril 1999 : Alfa Centarui Festival, Pays-Bas
- 9 novembre 2002 : Hampshire Jam 2 Festival, Royaume-Uni
- 9 octobre 2004 : E-Live Festival, Eindhoven, Pays-Bas
- 21 octobre 2006 : Hampshire Jam 5 Festival, Royaume-Uni
- 15 novembre 2008 : Hampshire Jam 7 Festival, Royaume-Uni
- 13 novembre 2010 : Hampshire Jam 9 Festival, Royaume-Uni